# Franko Talovac
Franko Talovac (lat. Francho Thallowcz; mađ. Frank Tallóci) (?, kasno 14. stoljeće – Kosovo polje, 1448.), hrvatski velikaš, severinski ban (1436. – 1439.), upravitelj Zagrebačke biskupije i Kaločko-kečkemetske nadbiskupije (od 1433.), tamiški knez (od 1437.) i beogradski kaštelan iz velikaške obitelji Talovaca.

## Životopis
Bio je sin korčulanskog patricija Luke i imao je trojicu braće, Matka, Ivana i Petra, koji su dobili od ugarskog i hrvatskog kralja Žigmunda posjed Topolovicu kraj Virovitice po kojoj su prozivani Talovcima. Godine 1436. stekli su baštinu Nelipčića u zaleđu Dalmacije kao naknadu za borbu protiv kneza Ivana VI. Frankapana.
Godine 1436. postao je severinski ban, dok je 1437. godine bio imenovan za tamiškog kneza i beogradskog kaštelana. Sudjelovao je u protuosmanskim ratovima te se istaknuo u bitki kod Smedereva (1437.) i, zajedno je s bratom Ivanom, pri opsadi Beograda (1440.) tijekom koje je uspješno obranio grad i tvrđavu od turske vojske predvođene sultanom Muratom II. (1421. – 1444.).
U dinastičkom sukobu (1440. – 1444.) koji se vodio između Vladislava I. Jagelovića i Ladislava V. Posmrtnog, Franko i njegova braća stali su na stranu Vladislava I. Nakon što je kralj Vladislav I. poginuo u bitci kod Varne (1444.), započelo je slabljenje obiteljske moći Talovaca. Franko i njegov brat Petar su također sudjelovali u bitci, ali su preživjeli. Istaknuo se s bratom Petrom u bitci kod Niša i Zlatice (1443.) i u bitci kod Kunovice (1444.). Sudjelovao je u drugoj bitki na Kosovu polju (1448.) pod zapovjedništvom Ivana Hunjadija tijekom koje je izgubio život.
Oženio je Jelenu Jakšić od Kuželja s kojom je imao petero djece: kći Anku i sinove Nikolu, Vladislava, Matka II. i Franka II. Njegova udovica Jelena koja ga je naslijedila u ime maloljetne djece uspjela je sačuvati dio obiteljskih posjeda.

## Vanjske poveznice
- Talovci – Hrvatska enciklopedija
- Talovci – Proleksis enciklopedija
- Rod Talovaca ili Talovačkih i njihova ostavština u Bjelovarsko-bilogorskoj županiji